# أودري جيلمان
أودري جيلمان (بالإنجليزية: Audrey Gelman)‏ هي مستشارة سياسية أمريكية، ولدت في 2 يونيو 1987.